# Проєкт білоруської абетки Каруся Каганця
Проєкт білоруської абетки Каруся Каганця (біл. Праект беларускай азбукі Каруся Каганца) — чорновий варіант проєкту відомого білоруського літератора і мовознавця Каруся Каганця, що зберігся до наших днів. Це була спроба скласти власнебілоруський алфавіт і виділити найпридатніші для передачі білоруських звуків знаки, аналізуючи кириличні, латинські та арабські графічні системи.

## Зміст рукопису
Починається рукопис міркуваннями автора про найважливішим, з його точки зору, принципом, на якому має базуватися новий алфавіт — на принципі найповнішої відповідності між звуками і буквами:
|  | Давно люди стараються налагодити писемність так, щоби вона була якомога простішою, а потім і легшою для навчання. Одне вони розуміють, що чим в абецадлі менш символів, тим воно легше, а по моєму розумінню це трохи не так, бо коли мало знаків приголосних, то на один звук доводиться ставити кілька знаків, як, наприклад, в англійців, французів. Та нащо далеко шукати, коли у наших сусідів поляків, коли треба поставити х, ч, ш, то мусимо писати ch, cz, sz, що дуже ускладнює науку грамоти. Коли так взяти на всякий звук особливий знак, то хоч буде важче трохи навчатися цим знакам, але писали вже буде набагато легше. І слов'янське абецадло і є найкраще з усіх європейських, так як воно підходить до всіх слов'янським говірок, проте чомусь закинули, а пильнуючи за якоюсь-то модою, намагаються писати латинськими знаками, котра ні до однієї з теперішніх мов не підходить, а тим більше до білоруської мови, котра багата звуками. Оригінальний текст (біл.) Даўно людзі стараюцца наладзіць пісьменнасьць так, штобы яна была як можна прасьцейша, а затым і лягчэйша для навучаньня. Адно яны разумеюць, што чым у абэцадле меней знакаў, то яно лягчэйшае, а па майму разуменьню трохі не так, бо калі мала знакаў зычных, то на адзін зык прыходзіцца ставіць колькі знакаў, як, прымерам, у англікаў, французаў. Да навошта далёка шукаці, калі ў нашых суседзяў палякаў, калі трэба паставіць х, ч, ш, то мусіма пісаці ch, cz, sz, што дужа затрудняе навуку граматы. Калі бо прыняці на ўсякі зык асаблівы знак, то хоч будзе трудней трохі наўчыцца гэтых знакаў, но пісаці ўжо будзе шмат лягчэй. І славянскае абэцадла і е найлепшае зь усіх еўрапейскіх, бо яно падходзіць да ўсіх славянскіх гутарак, адно пачамусь закінулі, а пільнуючыся якойсь-та моды, стараюцца пісаці латынскімі знакамі, каторыя ні да адной зь цяперашніх моваў не падходзяць, а тым болей да беларускае мовы, катора багата зыкамі. |

## Нововведення
За основу своєї азбуки Каганець взяв російський варіант традиційної кирилиці, надавши нового змісту буквам «е», «ь», «ѡ», «ѣ». Також він запропонував три нові букви: «є», «γ», «ҭ»:
- Літера «е» призначалася для передачі голосного переднього ряду середнього підйому після твердих приголосних у всіх складах незалежно від наголосу;
- Літера «є» — для передачі цього ж звуку після м'яких приголосних під наголосом;
- Літера «ѣ» (лише в курсиві: ѣ) — для передачі всіх голосних середнього і нижнього підйому в ненаголошених складах після твердих приголосних, за винятком кінцевого відкритого складу, у якому згадані звуки, на думку автора, в більшості білоруських говірок різняться між собою у вимові і тому на папері повинні позначатися окремими буквами («е», «а», «о»);
- Літера «ѡ» — для передачі голосного заднього ряду нижнього підйому о, який «можна говорити, коли з нього, починається слово, як го або во, а коли всередині слова, то як а»;
- Літера «γ» — для передачі фрикативного «г», «приміром γуліца — вуліца або гуліца»
- Літера «ҭ» — для передачі звуку «ц» на місці етимологічного м'якого «т».

Карусь Каганець вказував на необхідність прийняття окремої букви і для диграфа «д», яке «білоруси найбільш говорять гостро, з присвистом і теперішні письменники пишуть дз».